# Volodîmîrivka, Domanivka
Volodîmîrivka (în ucraineană Володимирівка) este localitatea de reședință a comunei Volodîmîrivka din raionul Domanivka, regiunea Mîkolaiiv, Ucraina.

## Demografie
Componența lingvistică a localității Volodîmîrivka
     Ucraineană (92,15%)
     Română (4,07%)
     Rusă (3,05%)
Conform recensământului din 2001, majoritatea populației localității Volodîmîrivka era vorbitoare de ucraineană (92,15%), existând în minoritate și vorbitori de română (4,07%) și rusă (3,05%).